# Anthurium infectorium
Anthurium infectorium är en kallaväxtart som beskrevs av Richard Evans Schultes. Anthurium infectorium ingår i släktet Anthurium och familjen kallaväxter. Inga underarter finns listade.